# فرایند برگشت‌ناپذیر (ترمودینامیک)

فرایند بی‌درروی غیرقابل برگشت: اگر سیلندر عایق بی‌نقص باشد، حالت ابتدایی سمت چپ بالا پس از تغییر به حالت سمت راست بالا دیگر قابل دسترسی نخواهد بود. به جای آن، حالتی که در سمت چپ پایین قرار دارد زمانی که قصد برگشت به فشار اصلی را دارد فرض می‌شود زیرا انرژی به گرما تبدیل شده است.

فرایند برگشت‌ناپذیر (به انگلیسی: Irreversible process) در ترمودینامیک استفاده شده و کاربرد دارد. در ترمودینامیک هروقت دگرگونی در حالات ترمودینامیکی در سیستم یا محیط اطراف روی دهد نمی‌توان بدون اتلاف انرژی آن را دقیقاً به حالت نخست برگرداند.
سیستم در فرایند برگشت‌ناپذیر می‌تواند به حالت اولیه برگردد ولی عدم بازگشت در محیط اطراف است که قابلیت بازگشت به شرایط اولیه را ندارند.
فرایندها آنتروپی جهان را افزایش می‌دهند ولی به دلیل اینکه تابع آنتروپی تابع حالت است تغیرات آنتروپی در فرایند برگشت‌پذیر و برگشت‌ناپذیر یکسان ایجاد می‌گردد. با استفاده از قانون دوم ترمودینامیک می‌توان برگشت‌پذیری یا ناپذیری فرایند را تعیین کرد.
تمام فرایندها در طبیعت برگشت‌ناپذیر هستند. در هر سیستم ترمودینامیکی که در آن یکی از حالت‌های ترمودینامیکی تغیر کند حتی در صورت برگشت دوباره به آن حالت پیکربندی و ساختار (به عنوان نمونه: محل جای‌گیری) اتم‌های موجود در آن سیستم تغییر کرده است که همین تغییرِ کم موجب هدر رفتن انرژی و اصطلاحاً برگشت‌ناپذیری در سامانه می‌شود که برگشت به حالت نخست را غیرممکن می‌سازد.
بسیاری از فرایندهای زیست‌شناسی که نخست برگشت‌پذیر فرض می‌شدند در واقع از دو فرایند برگشت‌ناپذیر تشکیل شده‌اند. فرض می‌شد که یک آنزیم پیشبرد فرایندها و برگشت تغییرات شیمیایی را به‌طور برگشت‌پذیر انجام می‌دهد که تحقیقات در آینده روشن ساخت برای انجام این واکنش نیاز به تولید ۲ آنزیم با آن ساختار و انجام فرایند برگشت‌ناپذیر است.